# Liste der diplomatischen und konsularischen Vertretungen in der Schweiz

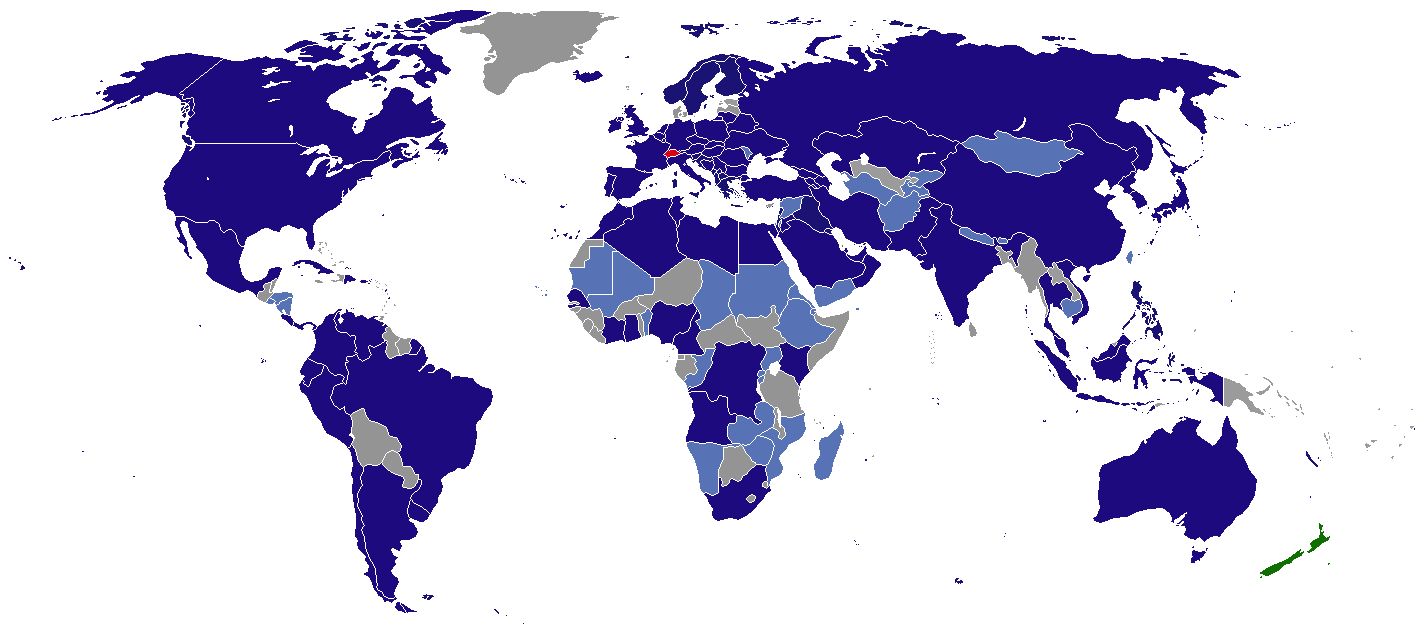
Diplomatischen Vertretungen in der Schweiz

Diese Seite listet die diplomatischen Auslandsvertretungen in der Schweiz auf. In der Bundesstadt Bern und in derem Umland befinden sich derzeit 89 Botschaften, während in Genf, welches auch der Sitz der UNO in Europa ist, sich 52 Botschaften befinden, die auch für die Schweiz als Botschaften zuständig sind. 21 andere Länder haben akkreditierte Botschafter für die Schweiz, von denen die meisten in Berlin, Brüssel oder Paris residieren. Honorarkonsulate wurden nicht aufgenommen.

## Botschaften
Bern und Kanton Bern
| - Ägypten - Albanien - Algerien - Angola - Argentinien (→ Liste der Botschafter) - Aserbaidschan - Belarus - Belgien - Bosnien und Herzegowina - Brasilien (→ Liste der Botschafter) - Bulgarien - Chile - Volksrepublik China (→ Botschaft) - Costa Rica - Côte d’Ivoire - Deutschland (→ Liste der Botschafter) - Dominikanische Republik - Ecuador - Finnland (→ Liste der Botschafter) - Frankreich (→ Liste der Botschafter) - Georgien - Ghana - Griechenland - Guatemala - Honduras - Indien (→ Liste der Botschafter) - Indonesien - Iran - Irak - Irland | - Israel - Italien - Japan - Jordanien - Kamerun - Kanada - Kasachstan - Katar - Kolumbien - Demokratische Republik Kongo - Nordkorea - Südkorea - Kroatien - Kuba (→ Liste der Botschafter) - Kuwait - Libanon - Libyen - Liechtenstein - Luxemburg - Malaysia - Marokko - Mexiko - Monaco - Montenegro - Niederlande - Nigeria - Nordmazedonien - Norwegen - Oman - Österreich (→ Liste der Botschafter) - Pakistan (→ Liste der Botschafter) | - Paraguay - Peru - Philippinen - Polen (→ Liste der Botschafter) - Portugal - Rumänien (→ Botschaft) - Russland - Saudi-Arabien - Schweden - Serbien - Slowakei - Slowenien - Spanien - Südafrika - Thailand - Tschechien (→ Botschaft) - Tunesien - Türkei (→ Liste der Botschafter) - Ukraine (→ Botschaft) - Ungarn - Uruguay - Vatikanstadt (→ Liste der Botschafter) - Venezuela - Vereinigte Arabische Emirate - Vereinigte Staaten (→ Liste der Botschafter) - Vereinigtes Königreich - Vietnam |

Genf

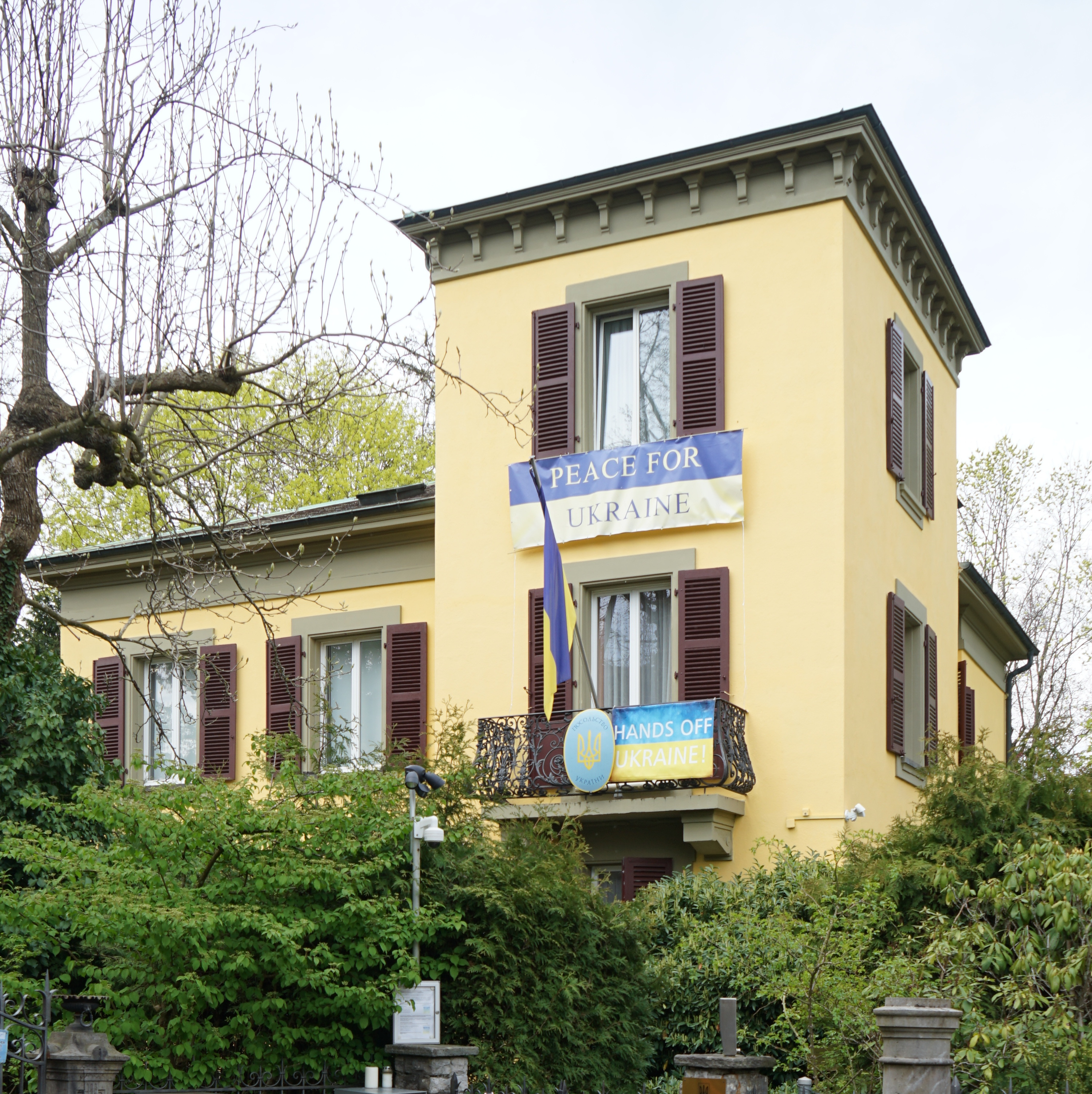
Ukrainische Botschaft, 2023

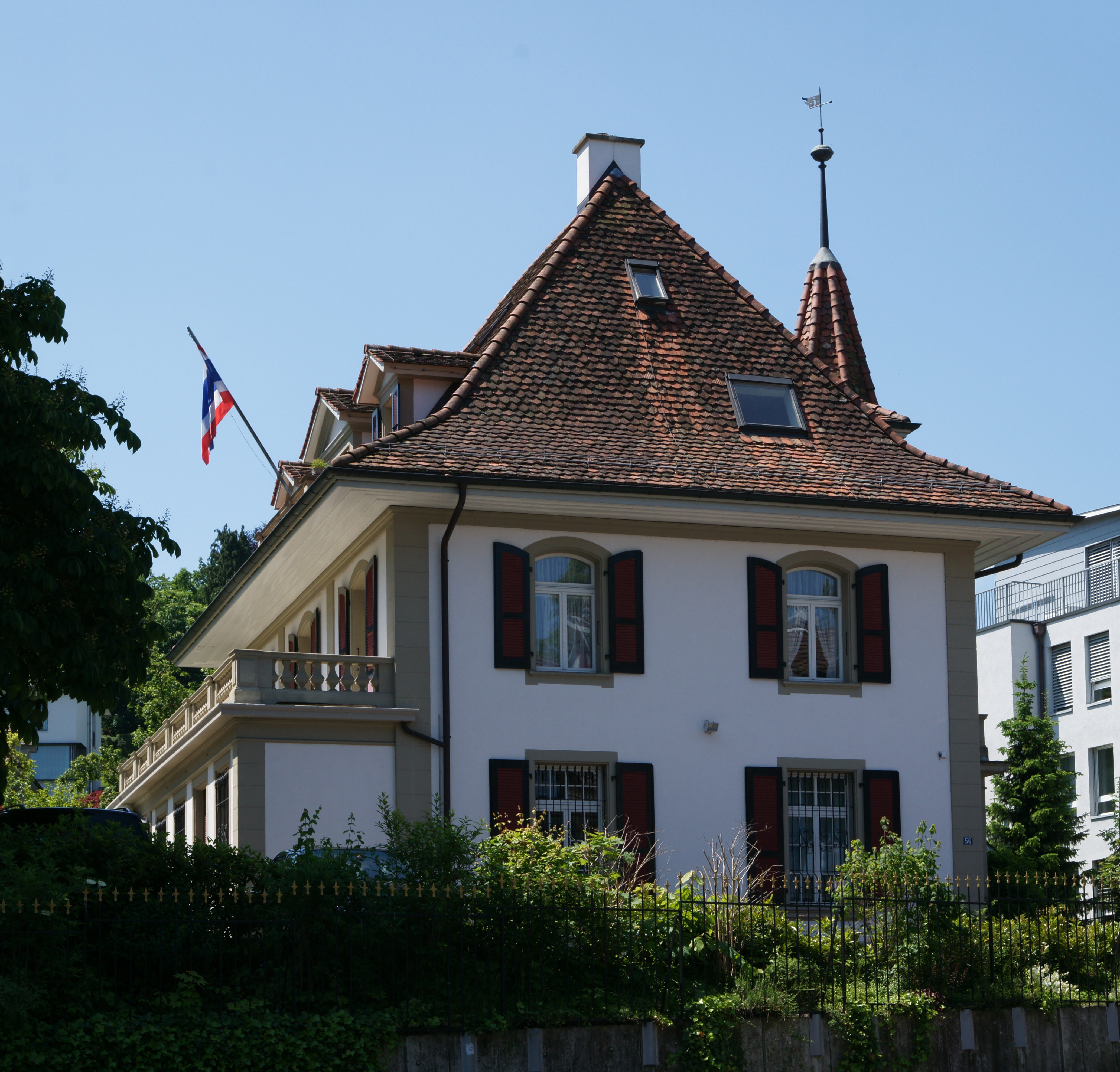
Thailändische Botschaft in Liebefeld (2010)

(Ständige Vertretungen bei den Vereinten Nationen, die als Botschaften in der Schweiz dienen)
| - Afghanistan - Äquatorialguinea - Armenien - Äthiopien - Bangladesch - Benin - Bhutan - Botswana - Burkina Faso - Burundi - Cabo Verde - Dschibuti - El Salvador - Eritrea - Eswatini - Fidschi - Gambia - Guinea | - Guyana - Honduras - Island - Jemen - Kambodscha - Kenia - Kirgisistan - Republik Kongo - Laos - Lesotho - Madagaskar - Malawi - Mali - Mauretanien - Mauritius - Moldau - Mongolei - Mosambik | - Myanmar - Namibia (→ Botschaft und Ständige Vertretung) - Nepal - Nicaragua - Niger - Panama - Ruanda - Sambia - Senegal - Sierra Leone - Sudan - Tadschikistan - Tansania - Togo - Tschad - Turkmenistan - Uganda - Zentralafrikanische Republik |

## Repräsentantbüros
- Europäische Union: Delegation der Europäischen Union für die Schweiz und das Fürstentum Liechtenstein
- Palästina (Generaldelegation Palästina)
- Taiwan Taipei Wirtschafts- und Kulturbüro, (→ Republik China (Taiwan): Internationale Anerkennung)

## Generalkonsulate
Basel
- Italien
- Österreich
- Thailand

Genf

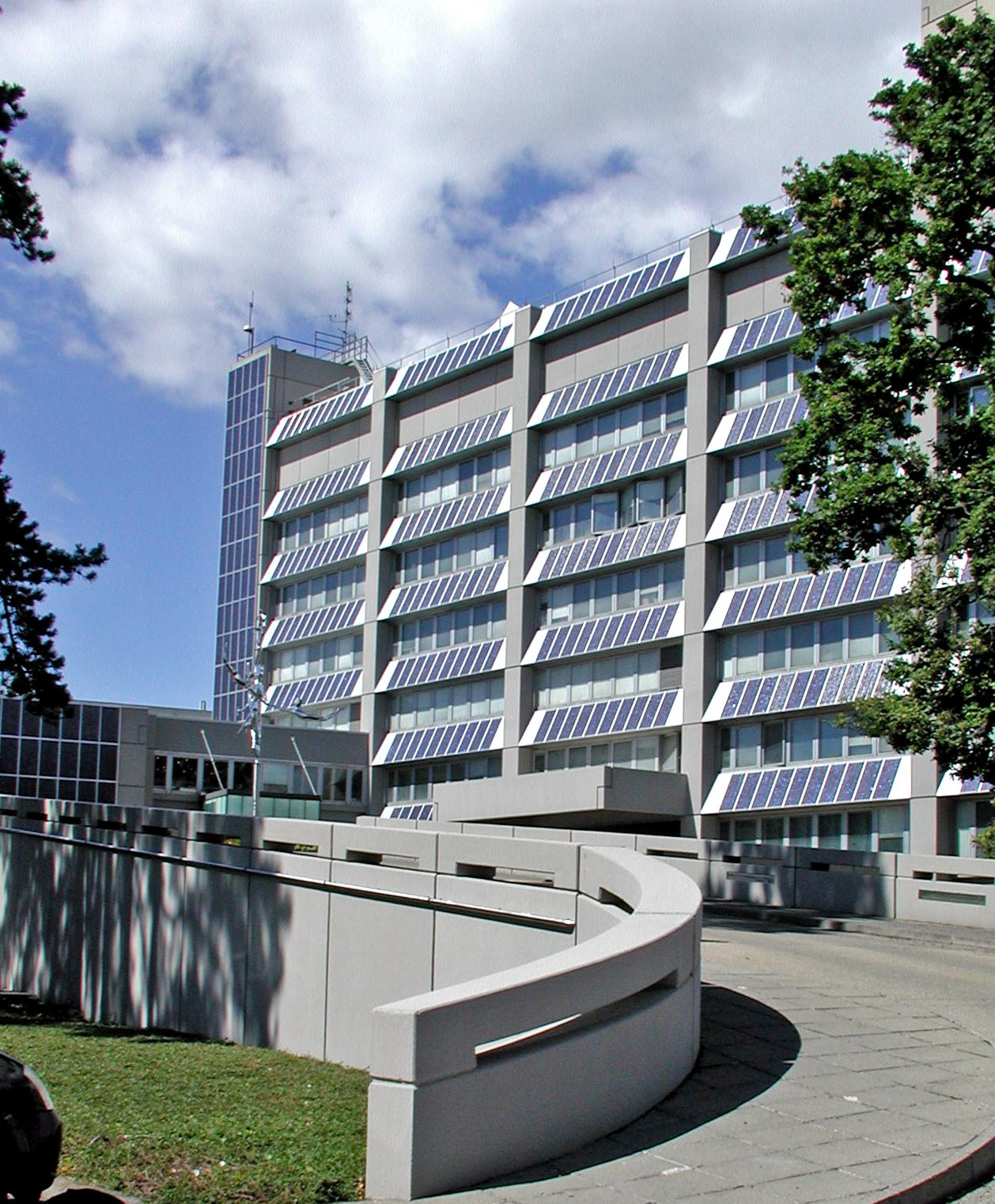
Ständige Vertretung der Vereinigten Staaten in Genf, 2009

| - Ägypten - Algerien - Australien - Bahrain - Bangladesch - Belgien - Belize (Konsulat) - Brasilien - Deutschland - El Salvador - Frankreich - Griechenland - Indien - Italien - Jamaika (Konsulat) | - Japan - Kanada (Konsulat) - Katar - Kenia - Kuwait - Luxemburg - Malaysia - Malta - Myanmar - Neuseeland - Oman - Panama - Peru - Philippinen - Portugal | - Russland - Saudi-Arabien - Serbien - Singapur (Konsulat) - Spanien - Sri Lanka (Konsulat) - Südafrika - Syrien - Taiwan (Wirtschafts- und Kulturbüro) - Trinidad und Tobago - Türkei - Vereinigte Arabische Emirate - Vereinigtes Königreich - Vietnam (Konsulat) |

Lausanne
- Ecuador
- Italien

Lugano
- Italien

St. Gallen
- Italien (Konsulat)

Zürich
| - Brasilien - Volksrepublik China - Dominikanische Republik - Frankreich | - Italien - Kroatien - Österreich - Peru | - Portugal - Serbien - Spanien - Türkei |

## Akkreditierte Botschaften
| - Andorra (Andorra la Vella) - Australien (Berlin) - Bolivien (Berlin) - Brunei (Paris) - Dänemark (Berlin) - Dominica (Brüssel) - Estland (Wien) - Gabun (Paris) - Guinea-Bissau (Brüssel) - Haiti (Paris) | - Jamaika (Berlin) - Lettland (Wien) - Liberia (Paris) - Litauen (Prag) - Malta (Valletta) - Neuseeland (Berlin) - San Marino (San Marino) - Samoa (Brüssel) - São Tomé und Príncipe (Brüssel) | - Seychellen (Paris) - Simbabwe (Berlin) - Singapur (Singapur) - Sri Lanka (Berlin) - Syrien (Paris) - Tansania (Berlin) - Tonga (London) - Trinidad und Tobago (Brüssel) - Usbekistan (Berlin) - Zypern (Rom) |